# كاثرين تيودور
كاثرين تيودور (بالإنجليزية:Katherine Tudor) هي الأبنة السابعة والأخيرة للملك هنري السابع و زوجته الملكة إليزابيث ملكة يورك. ولدت في برج لندن في 2 فبراير 1503. توفيت والدتها بعد أسبوع من ولادتها (في 11 فبراير 1503) بسبب مضاعفات ما بعد الولادة. ولم تدم حياة كاثرين كثيرا طويلا فقد توفيت بعد خمسة أيام من ولادتها ودفنت في دير وستمنستر.
كاثرين تيودور هي شقيقة كل من : آرثر(أمير ويلز) ، ومارجريت تيودور ، وهنري تيودور ، وإليزابيث تيودور ، وماري تيودور براندون وإدموند تيودور. 

## أقرأ أيضا
- هنري السابع ملك إنجلترا